# Hans Schärer

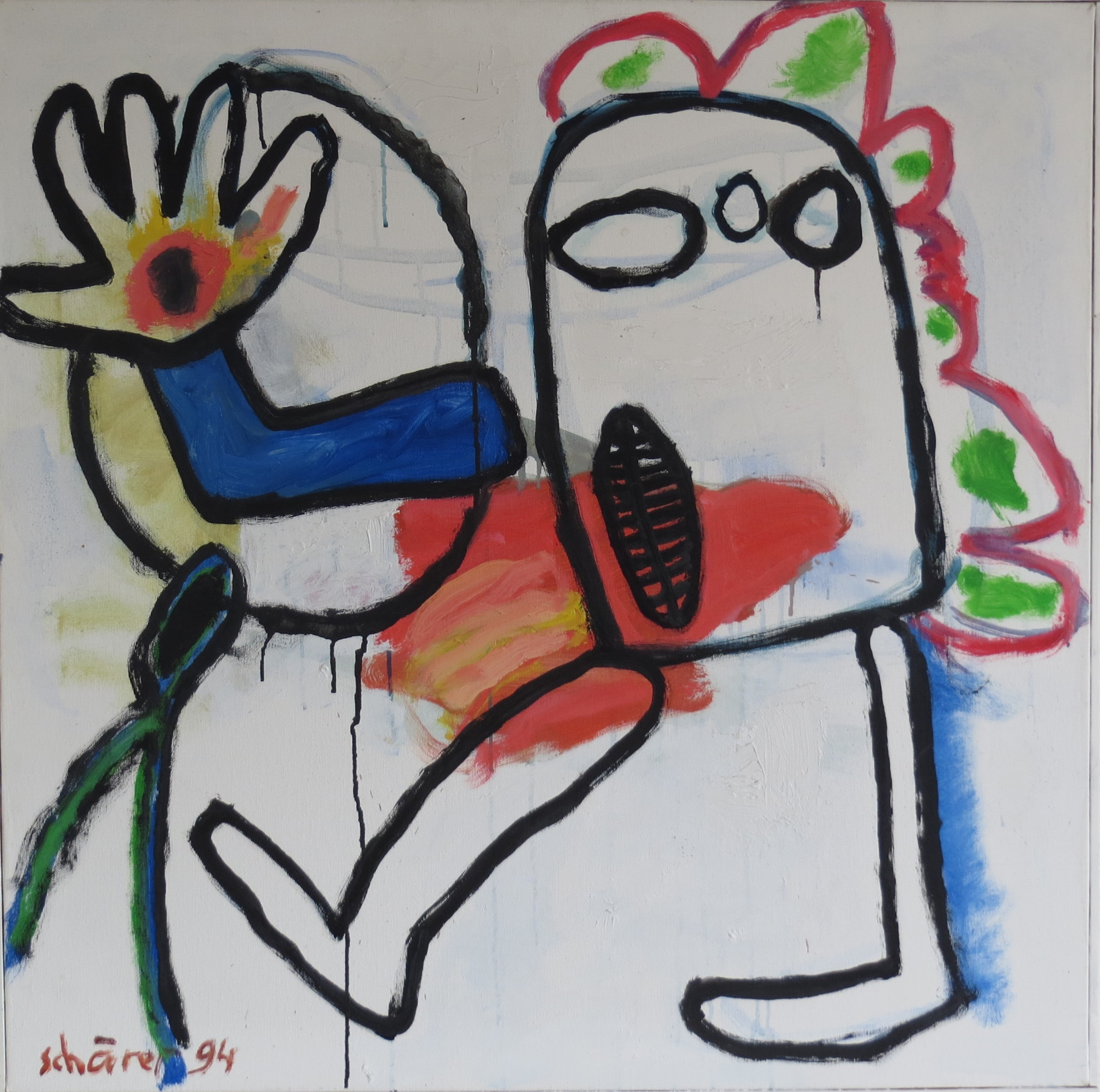
Hans Schärer 1994, Mann

Hans Schärer (* 26. Dezember 1927 in Bern; † 14. November 1997 in St. Niklausen) war ein der Art brut nahestehender Schweizer Maler, Zeichner und Grafiker. Schärer war auch literarisch und musikalisch tätig.
Schärer arbeitete mit «dem direkten, ungekünstelte Ausdruck einer poetischen Gestimmtheit, deren Voraussetzung eine tiefe Vertrautheit mit den Motiven (Dingen, Personen, Interieurs, die nähere Umgebung) ist». Er stellte international aus; sein Werk wurde mehrfach ausgezeichnet.
1958 erhielt Schärer den Anerkennungspreis der Stadt Luzern. 1982 wurde er mit dem Kunst- und Kulturpreis der Stadt Luzern ausgezeichnet.
Werkgruppen von Hans Schärer finden sich auch in verschiedenen öffentlichen Sammlungen, etwa im Aargauer Kunsthaus in Aarau in der Collection de l’Art Brut in Lausanne, im Kunstmuseum Luzern, im Museum im Lagerhaus in St. Gallen und im Kunsthaus Zug.

## Ausstellungen (Auswahl)
- Schweizerische Kunstausstellung Basel in der Baslerhalle der Schweizer Mustermesse, 1956
- Galerie Aleby, Stockholm, 1951